# ايليا بالاردينى
ايليا بالاردينى (بالإيطالية: Elia Ballardini)‏ (25 ديسمبر 1991 بستوكهولم في السويد - ) هو لاعب كرة قدم إيطالي في مركز الوسط. لعب مع نادي تشيزينا وAC Bellaria Igea Marina ‏ ونادي فيرتوس إينتيلا وFidelis Andria 2018 ‏ وكارسو كالتشيو ‏.